# 小行星5097
小行星5097（5097 Axford）是一颗绕太阳运转的小行星，为主小行星带小行星。该小行星于1983年10月12日发现。

## 轨道参数
小行星5097的轨道半长轴为2.5964708 UA，离心率为0.228。